# Gunungidia rubescens
Gunungidia rubescens är en insektsart som beskrevs av Zhang et Kuoh. Gunungidia rubescens ingår i släktet Gunungidia och familjen dvärgstritar. Inga underarter finns listade i Catalogue of Life.